# 拉罗克参议员镇
拉罗克参议员镇是巴西马拉尼昂州的一个市镇。总面积746.738平方公里，总人口18425人，人口密度24.7人/平方公里。